# Mallophora antiqua
Mallophora antiqua là một loài ruồi trong họ Asilidae. Mallophora antiqua được Walker miêu tả năm 1855. Loài này phân bố ở vùng Tân nhiệt đới.